# Giuseppe Teta
Giuseppe Teta (Nusco, 4 maggio 1817 – Napoli, 11 febbraio 1875) è stato un vescovo cattolico italiano.
Il vescovo Giuseppe Teta morì a Napoli nel 1875, le sue spoglie mortali furono traslate in Oppido Mamertina qualche anno dopo e sono conservate nella cripta della cattedrale.

## Genealogia episcopale
La genealogia episcopale è:
- Cardinale Scipione Rebiba
- Cardinale Giulio Antonio Santori
- Cardinale Girolamo Bernerio, O.P.
- Arcivescovo Galeazzo Sanvitale
- Cardinale Ludovico Ludovisi
- Cardinale Luigi Caetani
- Cardinale Ulderico Carpegna
- Cardinale Paluzzo Paluzzi Altieri degli Albertoni
- Papa Benedetto XIII
- Papa Benedetto XIV
- Papa Clemente XIII
- Cardinale Marcantonio Colonna
- Cardinale Giacinto Sigismondo Gerdil, B.
- Cardinale Giulio Maria della Somaglia
- Cardinale Carlo Odescalchi, S.I.
- Cardinale Gabriele Ferretti
- Vescovo Giuseppe Teta